# Boppard
Boppard è una città di 15 884 abitanti della Renania-Palatinato, in Germania.
È il centro maggiore, ma non il capoluogo, del circondario (Landkreis) Rhein-Hunsrück-Kreis (targa SIM).

## Geografia antropica

### Suddivisioni amministrative
Boppard si divide in 10 "distretti locali" (Ortsbezirk), corrispondenti all'area urbana e a 9 frazioni:
- Boppard (area urbana)
- Bad Salzig
- Buchholz
- Herschwiesen
- Hirzenach
- Holzfeld
- Oppenhausen
- Rheinbay
- Udenhausen
- Weiler

## Amministrazione

### Gemellaggi
- Ōme, dal 1965
- Amboise, dal 1985
- Truro, dal 1991
- Keszthely, dal 1997
- Nyabitekiri, dal 2008
- Arroio do Meio, dal 2013